# Fénix Directo
Fénix Directo è una società assicuratrice spagnola che deve le sue origini all'azienda assicuratrice La Unión y El Fénix, la cui  storia ebbe inizio nel 1864.
Fénix Directo diventò operativa nel 1991, come filiale de La Unión y El Fénix, con il nome di “Fénix Autos”, specializzandosi nel ramo aziendale delle assicurazioni  automobilistiche ed utilizzando tecniche di gestione diretta per la commercializzazione dei propri prodotti.
Nel 1995, a causa della fusione/unione tra “AGF Seguros” e “La Unión y El Fénix”, “Fénix Autos” cambia la propria denominazione sociale dando luogo a Fénix Directo, azienda che offre i propri servizi attraverso  il collegamento telefonico e la rete Internet.
Attualmente, dopo la fusione nel 1999 con Allianz, gruppo assicuratore e fornitore tedesco di servizi finanziari, Fénix Directo è l'azienda spagnola del gruppo specializzata nella vendita diretta e gestione di assicurazioni automobilistiche e ciclomotori per telefono e Internet.
La ragione sociale di Fénix Directo è a Madrid, in Ramírez de Arellano, 35.